# Нарим (річка)
Нарим (каз. Нарын, рос. Нарым) — річка в Східноказахстанській області Казахстану, притока Іртиша, бере початок на стику хребтів Наримського і Сарим-Сакти із заболоченої місцевості, що утворилася від стоку струмків. Завдяки невисокому верхів'ю і рівному глинисто-піщаному річищу долина іноді сягає понад 20 км завширшки, місцями звужується до 25—250 м, річище — 15—25 м, глибина — від 0,5 до 2,5 м. Уздовж річки проходить автомобільна дорога.
На річці населені пункти: Жулдиз, Новоберезовка, Маймир, в гирлі село Улькен-Нарин.